# Ribes quercetorum
Ribes quercetorum là một loài thực vật có hoa trong họ Grossulariaceae. Loài này được Greene miêu tả khoa học đầu tiên năm 1885.